# 薩蘭·納拉帕塞爾袞
薩蘭·納拉帕塞爾袞（曾被誤譯為萨拉·纳拉帕塞尔库，1993年12月31日—），昵称Neng，泰国男演员、模特兼兽医，代表作有《爱来了别错过2》、《缘来就是你》、《铁血双雄》、《魔女最后的爱情》（泰版《败犬女王》），毕业于朱拉隆功大学兽医系的他现为泰国One 31旗下男艺人。

## 早年经历
小时候的薩蘭喜欢看关于动物的纪录片。他的梦想就是成为一名兽医。他也曾对媒体坦言，倘若他不选择研读兽医系，他会选择学习工程系。因为他喜欢汽车、研究发动机。读大学时，他被委任为第69届CU-TU校际足球赛权杖交递的第一棒。此外，他也是一名自由摄影师。

## 主要事业
目前，薩蘭拥有自己的兽医诊所，叫做哈托宠物健康中心（Hato Pet Wellness Center），并设立多家分行。

## 影视作品

### 电视剧
| 年份   | 剧名               | 角色        | 播放平台 | 备注   |
| ------ | ------------------ | ----------- | -------- | ------ |
| 2017年 | 《爱来了别错过2》  | Fluke       | LINE TV  | 男配角 |
| 2018年 | 《缘来就是你》     | Anon（Jet） | GMM 25   | 男配角 |
| 2019年 | 《铁血双雄》       | Sasin       | One 31   | 男主角 |
| 2020年 | 《重生之爱》       | Paam        | One 31   | 男配角 |
| 2022年 | 《魔女最后的爱情》 | Thaen       | One 31   | 男主角 |